# Thierry de Limburg Stirum
Thierry van Limburg Stirum (Antwerpen, 11 april 1827 - Brussel, 6 maart 1911) was een Belgisch historicus en politicus.

## Familie
Graaf Theodorius Maria Josephus van Limburg Stirum was de zoon van Willem-Bernard van Limburg Stirum (Arnhem 1795 - Wemmel 1889) en Albertine de Pret de Calesberg (1800-1856). Hij was de kleinzoon van graaf Samuel John van Limburg Stirum (1754-1824), generaal-majoor, lid van de Eerste Kamer in het Verenigd Koninkrijk en de kleinneef van Leopold van Limburg Stirum (1758-1840). Verscheidene familieleden uit de Gelderse en uit de Friese tak speelden in de negentiende en twintigste eeuw militair of politiek een rol in Nederland. Mathilde van Limburg Stirum was de geliefde van kroonprins Willem, de zoon van koning Willem III.
Vader Willem-Bernard van Limburg Stirum diende in het Franse leger onder het keizerrijk en in het Nederlandse leger na 1815. Thierry de Limburg Stirum verwierf in 1841, zoals zijn ouders, de Belgische nationaliteit. De ouders kregen elf kinderen, van wie vijf dochters kloosterzuster werden. Een van hen was redemptoristin in het moederklooster van deze congregatie in de Katelijnestraat in Brugge.
De Limburg Stirum trouwde in 1856 met gravin Marie-Thérèse de Thiennes Leyenburg et de Rumbeke (Gent 1828 - Brussel 1909), dochter van graaf François de Thiennes, kamerheer van koning Willem I en van Asterie de Draeck, zelf dochter van een kamerheer van Willem I.
De Limburg Stirum, de Thiennes, de Draeck: deze namen situeren Thierry de Limburg Stirum en zijn vrouw in de middens van de Orangisten, die het wat moeilijk hadden om zich met de scheuring der Nederlanden en de oprichting van het koninkrijk België te verzoenen.
Ze hadden vier kinderen, onder wie graaf Henri de Limburg Stirum (1864-1953), burgemeester van Rumbeke en graaf Everard de Limburg Stirum (1868-1938), burgemeester van Huldenberg, die beiden een talrijk nageslacht hebben.

## Levensloop
De Limburg Stirum studeerde in Aalst en Namen en werd in 1849 doctor in de rechten aan de Katholieke Universiteit Leuven. Na zijn huwelijk woonde hij in Gent in het huis 'Achter Sikkel' (later Muziekconservatorium). Hij interesseerde zich als een van de eersten aan de ruïnes van de Sint-Baafsabdij en aan de restauratie van het Gravensteen. Hij werd eigenaar, door zijn huwelijk, van het kasteel van Rumbeke en van het Adorneshuis met de Jeruzalemkerk in Brugge.
Van 1878 tot aan zijn dood was hij Belgisch senator voor het arrondissement Oostende-Veurne-Diksmuide (met een onderbreking van 1892 tot 1894). In de Senaat deed hij voornamelijk verslag over internationale overeenkomsten, onder meer met betrekking tot de visvangst in de Noordzee en met de bescherming van kunstwerken en literair werk. Hij vocht ook voor de erkenning van het Nederlands als officiële taal van België.
Hij werd lid (1886) en voorzitter (1910) van de Raad van Adel en voorzitter van de Koninklijke Commissie voor de oude wetten en verordeningen. Hij was ook lid van de beheerraad van de Koninklijke Bibliotheek. In 1865 werd hij lid, nadien ondervoorzitter van de Société royale de Numismatique en directeur van het tijdschrift van de vereniging. Hij leverde een zestigtal bijdragen aan de Messager des Sciences historiques, waarvan hij directeur was.
In Gent was hij voorzitter van de Société royale des Beaux-Arts, lid van de Vereniging van Bibliofielen, voorzitter van de Commissie van het Archeologisch Museum en van de stedelijke Commissie voor Monumenten.
In 1870 werd hij bestuurslid van het Genootschap voor Geschiedenis te Brugge, gekend onder de naam 'Société d'Emulation'. Van 1891 tot aan zijn dood was hij er voorzitter van. Hij volgde hierin historicus Joseph Kervyn de Lettenhove op en werd zelf opgevolgd door kanunnik Henri Rommel.

## Publicaties
- Description des sceaux de quelques seigneurs de Flandres, Brugge, 1869
- La Cour des Comtes de Flandre, leurs officiers héréditaires. I. Le Chambellan de Flandre et les Sires de Gistelles, Gent, 1878.
- Codex Diplomaticus Flandriae, 1296-1327, Brugge, 1879-1889.
- Flandriae inde ab anno 1296 ad usque 1325 (...), Brugge, 1879.
- Le Cartulaire de Louis de Male, comte de Flandre, 2 dln., Brugge, 1898-1901.